# Стрёмквист, Лив
Лив Стрёмквист (швед. Liv Strömquist; родилась 3 февраля 1978 года) — шведская художница комиксов и радиомодератор.

## Жизнь и карьера
Стрёмквист родилась в Лунде и выросла в Равлунде в районе Остерлён южной Швеции. Сегодня она живёт в Мальме.
Уже в пятилетнем возрасте она сделала свой собственный комикс, но остановилась, пока не взялась за рисование комиксов в возрасте 23 лет. Её соседка по комнате заинтересовалась её комическими фэнзинами. Вместе с Райкдомен она опубликовала своё первое любительское издание фэнзин.
Прорыв для Стрёмквист в качестве художницы комиксов последовал с её первым альбомом «Сто процентов жира», который был опубликован в 2005 году. Она регулярно публикуется в комических журналах и газетах, таких как Dagens Nyheter, Dagens Arbete, Bang, Aftonbladet и Ordfront Magasin. Она разработала обложку для альбома 2013 года Shaking the Habitual группы The Knife. Она также сделала комикс для веб-сайта группы, который сатирически изобразил неравенство в доходах.

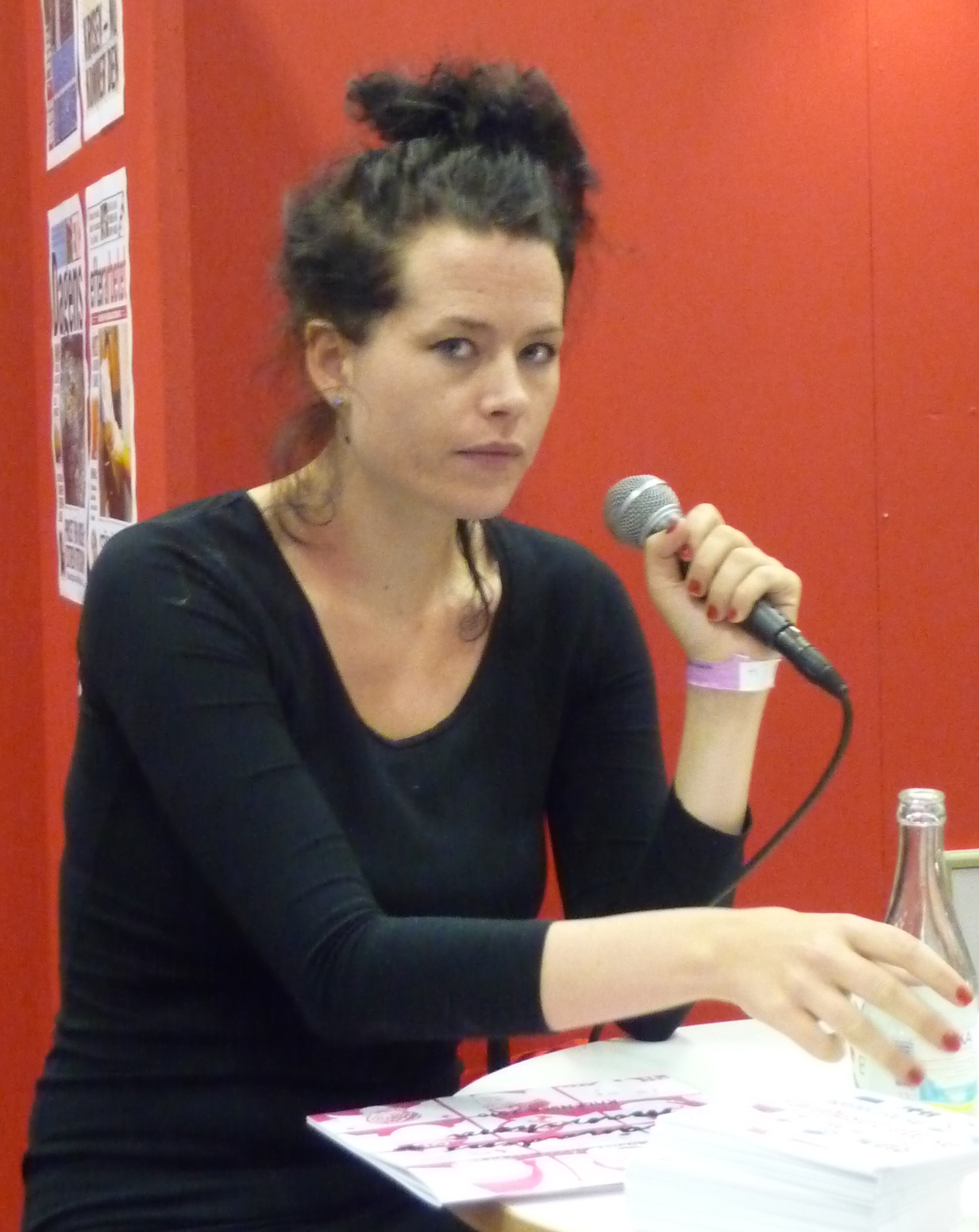
Стрёмквист в 2009 году

Несколько её книг были переведены на французский язык. Её книга «Плод познания» о женском теле, табу менструации и вульвы в обществе также была переведена на голландский, датский, немецкий, финский, английский, русский, испанский, итальянский и болгарский языки.
Стрёмквист изучала политологию и посвятила себя политической деятельности, в частности поддержке беженцев и стран «третьего мира»; среди прочего, она в качестве наблюдателя за поддержанием мира посещала сапатистов в Мексике. Её комиксы в основном освещают социально-политические проблемы с феминистической и левой перспективы. Это сатирическое эссе о власти и несправедливости.
С 2005 года работает на молодёжной радиостанции Sveriges Radio P3. Она была вовлечена в сатирические программы, такие как Tankesmedjan и Pang Prego. Вместе с автором Кэролайн Рингског Феррада-Ноли она ведёт подкаст для газеты Expressen. Весной 2016 года, она путешествовала по Европе вместе с Хорасом Энгдалем и обсуждала биографии разных авторов. Зимой 2018 года на кинофестивале «Сандэнс» состоялась премьера анимационного короткометражного фильма «Fettknölen», сценаристом и художницей в котором выступила Стрёмквист.

## Награды
- Премия Адамсона, 2012.
- EWK Award, 2013.
- Почётный доктор Университета Мальмё, 2016.

## Работы

### В оригинале на шведском

#### Комиксы
- Liv Strömquist. «Hundra procent fett». — Stockholm: Ordfront/Galago, 2005. — P. 117. — ISBN 978-91-7037-223-3.
- Liv Strömquist, Jan Bielecki[швед.]. «Drift». — Stockholm: Kolik förlag, 2007. — P. 128. — ISBN 978-91-976103-1-5.
- Liv Strömquist. «Einsteins fru». (со швед. — «Жена Эйнштейна»). — Stockholm: Ordfront/Galago, 2008. — P. 125. — ISBN 91-7037-371-X.
- Liv Strömquist. «Prins Charles Känsla». (со швед. — «Чувства принца Чарльза»). — Stockholm: Ordfront/Galago, 2010. — P. 133. — ISBN 91-7037-523-2.
- Liv Strömquist. «Ja till Liv!». — Stockholm: Ordfront/Galago, 2011. — P. 140. — ISBN 91-7037-611-5.
- Liv Strömquist, Josefine Edenvik. «Månadens moderat Kalender 2013». — Stockholm: Ordfront Förlag, 2013. — P. 28. — ISBN 978-91-7037-666-5.
- Liv Strömquist. «Kunskapens frukt». (со швед. — «Плод познания»). — Stockholm: Ordfront/Galago, 201491-7037-804-5. — P. 139.
- Liv Strömquist. «Uppgång & Fall». — Stockholm: Ordfront/Galago, 2016. — P. 129. — ISBN 978-91-7037-927-7.
- Liv Strömquist. «Den rödaste rosen slår ut». (со швед. — «Расцветает самая красная из роз»). — Stockholm: Ordfront/Galago, 2019. — P. 169. — ISBN 978-9177750918.
- Liv Strömquist. «Einsteins nya fru: Samlade serier av Liv Strömquist». — Stockholm: Galago, 2018. — P. 136. — ISBN 978-9177750413.
- Liv Strömquist. «Inne i spegelsalen». — Stockholm: Norstedts, 2021. — P. 144. — ISBN 978-9113111209.

#### Нон-фикшн
- Liv Strömquist, Кэролайн Рингског Феррада-Ноли[швед.]. Kära Liv och Caroline. — Stockholm: Natur & Kultur, 2015. — P. 284. — ISBN 978-9127147133.

### Издания на русском языке
- Лив Стрёмквист. «Плод познания» / пер. со швед. Веры Козловской и Анастасии Шаболтас. — М.: No Kidding Press, 2018. — 144 с. — ISBN 978-5990936980.
- Лив Стрёмквист. «Расцветает самая красная из роз» / пер. со швед. Веры Козловской. — М.: No Kidding Press, 2018. — 173 с. — ISBN 978-5-6042478-7-7.
- Лив Стрёмквист. «Жена Эйнштейна» / пер. со швед. Валентины Мельниковой. — М.: No Kidding Press, 2021. — 120 с. — ISBN 978-5-6045961-1-1.
- Лив Стрёмквист. «Чувства принца Чарльза» / пер. со швед. Веры Козловской. — М.: No Kidding Press, 2021. — 136 с. — ISBN 978-5-6045961-0-4.
- Лив Стрёмквист. «Внутри зеркальной галереи» / пер. со швед. Валентины Мельниковой. — М.: No Kidding Press, 2021. — 168 с. — ISBN 978-5-6046450-1-7.